# Cratere Phedra
Phedra  è un cratere sulla superficie di Marte.